# Trincherilla
La trincherilla es la versión del trincherazo dada con la mano izquierda es decir, es un pase que se realiza con la muleta en la mano izquierda, por bajo y sin la ayuda de la espada. Suele darse al inicio de la faena, cuando el toro está menos toreado, o bien para rematarla como una alternativa al pase de pecho. Es un muletazo muy estético, ya que se hace manteniendo mucho la verticalidad. Este pase es una mezcla de desprecio y arrogancia del torero frente al astado.
Este pase ha sido realizado por muchos toreros, como por ejemplo Curro Romero, José Tomás o Cayetano Rivera Ordóñez.